# Humorísticos da TV Globo
Os humorísticos da TV Globo estão nesta lista, que relaciona: data de início e término, número de episódios (se houver dados), número de temporadas, redação e direção.

## Humorísticos por ordem de exibição
- ‡ Indica programa resgatado e disponível em formato original no Globoplay.

### Década de 1960
| #  | Título              | Início                 | Término                 | Temp. | Redação                          | Direção                                      | Ref.   |
| -- | ------------------- | ---------------------- | ----------------------- | ----- | -------------------------------- | -------------------------------------------- | ------ |
| 1  | Câmara Indiscreta   | 1 de maio de 1965      | 30 de agosto de 1967    | 03    | Vários                           | Vários                                       | [ 1 ]  |
| 2  | Bairro Feliz        | 30 de novembro de 1965 | 18 de outubro de 1966   | 01    | Max Nunes Haroldo Barbosa        | Maurício Sherman                             | [ 2 ]  |
| 3  | Dercy Espetacular   | 9 de janeiro de 1966   | 30 de julho de 1967     | 02    | Vários                           | João Loredo                                  | [ 3 ]  |
| 4  | Quadra de Setes     | 6 de março de 1966     | 7 de agosto de 1967     | 02    | Jô Soares Marcos César           | Manoel Carlos                                | [ 4 ]  |
| 5  | Riso Sinal Aberto   | 1 de abril de 1966     | 24 de abril de 1967     | 01    | Max Nunes Haroldo Barbosa J. Rui | Maurício Sherman                             | [ 5 ]  |
| 6  | TV 0 - TV1          | 21 de setembro de 1966 | 27 de fevereiro de 1969 | 03    | Max Nunes Haroldo Barbosa        | Augusto César Vannucci                       | [ 6 ]  |
| 7  | Dercy de Verdade    | 4 de agosto de 1967    | Junho de 1970           | 04    | Vários                           | João Loredo                                  | [ 7 ]  |
| 8  | Balança Mas Não Cai | 16 de setembro de 1968 | 28 de dezembro de 1971  | 04    | Vários                           | Lúcio Mauro Paulo Celestino Milton Gonçalves | [ 8 ]  |
| 9  | Viva a Revista!     | 20 de março de 1969    | 29 de abril de 1969     | 01    | Vários                           | Vários                                       | [ 9 ]  |
| 10 | Mister Show         | 8 de maio de 1969      | 5 de novembro de 1970   | 02    | Vários                           | Vários                                       | [ 10 ] |

### Década de 1970
| #  | Título                      | Início               | Término                | Temp. | Redação                               | Direção                                            | Ref.   |
| -- | --------------------------- | -------------------- | ---------------------- | ----- | ------------------------------------- | -------------------------------------------------- | ------ |
| 11 | Chico Anysio Especial       | 26 de março de 1970  | 31 de dezembro de 1971 | 02    | Vários                                | Daniel Filho                                       | [ 11 ] |
| 12 | Faça Humor, Não Faça Guerra | 30 de junho de 1970  | 25 de março de 1973    | 03    | Vários                                | Vários                                             | [ 12 ] |
| 13 | Você tem Tempo?             | 5 de junho de 1971   | Outubro de 1971        | 01    | Vários                                | Vários                                             | [ 13 ] |
| 14 | Uau, a Companhia            | 6 de janeiro de 1972 | 31 de agosto de 1972   | 01    | Vários                                | Vários                                             | [ 14 ] |
| 15 | Chico em Quadrinhos         | 28 de abril de 1972  | Novembro de 1972       | 01    | Chico Anysio Arnaud Rodrigues         | João Loredo                                        | [ 15 ] |
| 16 | Chico City                  | 5 de janeiro de 1973 | 24 de abril de 1980    | 07    | Vários                                | Vários                                             | [ 16 ] |
| 17 | Satiricom                   | 2 de abril de 1973   | 20 de outubro de 1975  | 03    | Max Nunes Haroldo Barbosa             | Paulo Araújo João Loredo                           | [ 17 ] |
| 18 | Azambuja & Cia.             | 24 de março de 1975  | 11 de agosto de 1975   | 01    | Arnaud Rodrigues                      | Mário Lúcio Vaz Walter Lacet Paulo Afonso Grisolli | [ 18 ] |
| 19 | Planeta dos Homens          | 15 de março de 1976  | 3 de janeiro de 1982   | 06    | Vários                                | Paulo Araújo                                       | [ 19 ] |
| 20 | Sandra & Miele              | 26 de março de 1976  | 31 de dezembro de 1976 | 01    | Vários                                | Augusto César Vannucci                             | [ 20 ] |
| 21 | Os Trapalhões - Especial    | 7 de janeiro de 1977 | 25 de janeiro de 1977  | 01    | Vários                                | Augusto César Vannucci                             | [ 21 ] |
| 22 | Os Trapalhões               | 13 de março de 1977  | 27 de agosto de 1995   | 18    | Vários                                | Vários                                             | [ 22 ] |
| 23 | Praça da Alegria            | 1 de maio de 1977    | 18 de novembro de 1978 | 02    | Carlos Alberto de Nóbrega             | Mário Lúcio Vaz Carlos Alberto Loffler             | [ 23 ] |
| 24 | Super Bronco                | 6 de maio de 1979    | 25 de outubro de 1979  | 01    | Carlos Alberto de Nóbrega Lula Torres | Herval Rossano                                     | [ 24 ] |

### Década de 1980
| #  | Título              | Início              | Término                | Temp. | Redação          | Direção                                      | Ref.   |
| -- | ------------------- | ------------------- | ---------------------- | ----- | ---------------- | -------------------------------------------- | ------ |
| 25 | Viva o Gordo        | 9 de março de 1981  | 15 de dezembro de 1987 | 07    | Vários           | Cecil Thiré Francisco Milani Walter Lacet    | [ 25 ] |
| 26 | Chico Total         | 10 de março de 1981 | 4 de dezembro de 1981  | 01    | Vários           | Eduardo Sidney Zelito Vianna                 | [ 26 ] |
| 27 | Chico Anysio Show   | 4 de março de 1982  | 2 de agosto de 1990    | 09    | Chico Anysio     | Eduardo Sidney Zelito Vianna                 | [ 27 ] |
| 28 | Estúdio A... Gildo! | 19 de março de 1982 | 19 de novembro de 1982 | 01    | Vários           | Eduardo Stuart Augusto César Vannucci        | [ 28 ] |
| 29 | Balança mas Não Cai | 25 de abril de 1982 | 2 de janeiro de 1983   | 01    | Vários           | Lúcio Mauro Paulo Celestino Milton Gonçalves | [ 8 ]  |
| 30 | A Festa É Nossa     | 06 de março de 1983 | Dezembro de 1983       | 01    | Roberto Silveira | Lúcio Mauro                                  | [ 29 ] |
| 31 | Cometa Loucura      | 13 de março de 1983 | 10 de julho de 1983    | 01    | Vários           | Alexandre Braz                               | [ 30 ] |
| 32 | Humor Livre         | 25 de março de 1984 | 9 de setembro de 1984  | 01    | Roberto Silveira | Adriano Stuart                               | [ 31 ] |
| 33 | Armação Ilimitada   | 17 de maio de 1985  | 8 de dezembro de 1988  | 04    | Vários           | Guel Arraes                                  | [ 32 ] |
| 34 | TV Pirata           | 5 de junho de 1988  | 8 de dezembro de 1992  | 04    | Cláudio Paiva    | José Lavigne Carlos Magalhães Guel Arraes    | [ 33 ] |

### Década de 1990
| #  | Título                          | Início                 | Término                | Cap. | Temp. | Redação                      | Direção                                                                  | Ref.   |
| -- | ------------------------------- | ---------------------- | ---------------------- | ---- | ----- | ---------------------------- | ------------------------------------------------------------------------ | ------ |
| 35 | Escolinha do Professor Raimundo | 04 de agosto de 1990   | 28 de dezembro de 2001 | —    | 09    | Vários                       | Cininha de Paula Cassiano Filho Paulo Ghelli                             | [ 34 ] |
| 36 | Estados Anysios de Chico City   | 3 de março de 1991     | 11 de dezembro de 1991 | —    | 01    | Vários                       | Vários                                                                   | [ 35 ] |
| 37 | Programa Legal                  | 9 de abril de 1991     | 29 de dezembro de 1992 | —    | 02    | Vários                       | Guel Arraes Belisário França                                             | [ 36 ] |
| 38 | Doris para Maiores              | 16 de abril de 1991    | 17 de dezembro de 1991 | —    | 01    | Vários                       | Guel Arraes José Lavigne                                                 | [ 37 ] |
| 39 | Casseta & Planeta Urgente       | 28 de abril de 1992    | 21 de dezembro de 2010 | —    | 20    | Vários                       | Vários                                                                   | [ 38 ] |
| 40 | Brasil Legal                    | 28 de dezembro de 1994 | 16 de dezembro de 1997 | —    | 03    | Vários                       | Vários                                                                   | [ 39 ] |
| 41 | Casa do Terror                  | 30 de abril de 1995    | 7 de maio de 1995      | 02   | 01    | Vários                       | Roberto Talma José Lavigne                                               | [ 40 ] |
| 42 | Sai de Baixo ‡                  | 31 de março de 1996    | 24 de novembro de 2013 | 245  | 07    | Luiz Gustavo Cláudio Paiva   | Daniel Filho Dennis Carvalho José Wilker Jorge Fernando Cininha de Paula | [ 41 ] |
| 43 | Chico Total                     | 6 de abril de 1996     | 14 de dezembro de 1996 | —    | 01    | Vários                       | Reynaldo Boury Marcelo Saback                                            | [ 42 ] |
| 44 | Renato Aragão Especial          | 26 de dezembro de 1997 | 7 de março de 1999     | 05   | —     | Vários                       | Vários                                                                   | [ 43 ] |
| 45 | Vida ao Vivo Show               | 21 de julho de 1998    | 16 de março de 1999    | —    | 02    | Vários                       | Dennis Carvalho                                                          | [ 44 ] |
| 46 | A Turma do Didi                 | 25 de outubro de 1998  | 28 de março de 2010    | +500 | 13    | Vários                       | Alexandre Boury Paulo Aragão                                             | [ 45 ] |
| 47 | Muvuca                          | 14 de novembro de 1998 | 22 de agosto de 2000   | —    | 03    | Alberto Renault              | Estevão Ciavatta                                                         | [ 46 ] |
| 48 | O Belo e as Feras               | 6 de janeiro de 1999   | 22 de maio de 1999     | 25   | 01    | Vários                       | Vários                                                                   | [ 47 ] |
| 49 | Zorra Total                     | 25 de março de 1999    | 2 de maio de 2015      | 832  | 16    | Daniel Adjafre Gugu Olimecha | Maurício Sherman                                                         | [ 48 ] |

### Década de 2000
| #  | Título              | Início                  | Término                | Cap. | Temp. | Redação          | Direção          | Ref.   |
| -- | ------------------- | ----------------------- | ---------------------- | ---- | ----- | ---------------- | ---------------- | ------ |
| 50 | Megatom             | 20 de fevereiro de 2000 | 29 de abril de 2001    | —    | 02    | Vários           | Vários           | [ 49 ] |
| 51 | Garotas do Programa | 7 de abril de 2000      | 25 de agosto de 2000   | —    | 01    | Vários           | Rosane Svartman  | [ 50 ] |
| 52 | Sexo Frágil         | 17 de março de 2003     | 6 de agosto de 2004    | 20   | 02    | Vários           | João Falcão      | [ 51 ] |
| 53 | Toma Lá, Dá Cá ‡    | 07 de agosto de 2007    | 22 de dezembro de 2009 | 92   | 03    | Cininha de Paula | Miguel Falabella | [ 52 ] |

### Década de 2010
| #  | Título                            | Início                 | Término                | Cap. | Temp. | Redação                                                                                         | Direção                        | Ref.   |
| -- | --------------------------------- | ---------------------- | ---------------------- | ---- | ----- | ----------------------------------------------------------------------------------------------- | ------------------------------ | ------ |
| 54 | Aventuras do Didi ‡               | 4 de abril de 2010     | 29 de dezembro de 2012 | 140  | 03    | Vários                                                                                          | Guto Franco                    | [ 53 ] |
| 55 | Junto & Misturado ‡               | 1 de outubro de 2010   | 29 de dezembro de 2013 | 14   | 02    | Bruno Mazzeo                                                                                    | Maurício Farias                | [ 54 ] |
| 56 | Casseta & Planeta Vai Fundo       | 30 de março de 2012    | 21 de dezembro de 2012 | 20   | 02    | Vários                                                                                          | Cláudio Manoel                 | [ 55 ] |
| 57 | Divertics                         | 8 de dezembro de 2013  | 30 de março de 2014    | 17   | 01    | Cláudio Torres Gonzaga                                                                          | Jorge Fernando                 | [ 56 ] |
| 58 | Tá no Ar: a TV na TV              | 10 de abril de 2014    | 9 de abril de 2019     | 67   | 06    | Marcius Melhem Marcelo Adnet                                                                    | Maurício Farias                | [ 57 ] |
| 59 | Zorra                             | 9 de maio de 2015      | 5 de dezembro de 2020  | 224  | 06    | Marcius Melhem Celso Taddei Gabriela Amaral                                                     | Maurício Farias                | [ 58 ] |
| 60 | Tomara que Caia                   | 19 de julho de 2015    | 1 de novembro de 2015  | 16   | 01    | Cláudio Manoel                                                                                  | Carlo Milani                   | [ 59 ] |
| 61 | Escolinha do Professor Raimundo ‡ | 13 de dezembro de 2015 | 10 de janeiro de 2021  | 80   | 06    | Chico Anysio Bruno Mazzeo Daniel Adjafre                                                        | Cininha de Paula               |        |
| 62 | Os Trapalhões ‡                   | 17 de julho de 2017    | 19 de novembro de 2017 | 10   | 01    | Renato Aragão Péricles de Barros Mauro Wilson                                                   | Fred Mayrink                   |        |
| 63 | Choque de Cultura Show            | 30 de setembro de 2018 | 20 de outubro de 2019  | 23   | 02    | Caito Mainier Daniel Furlan David Benincá Juliano Enrico Leandro Ramos Pedro Leite Raul Chequer | Fernando Fraiha Juliano Enrico |        |

### Década de 2020
| #  | Título         | Início                | Término             | Cap. | Temp. | Redação                      | Direção                                   | Ref. |
| -- | -------------- | --------------------- | ------------------- | ---- | ----- | ---------------------------- | ----------------------------------------- | ---- |
| 64 | Fora de Hora ‡ | 21 de janeiro de 2020 | 24 de março de 2020 | 09   | 01    | Caito Mainier Daniela Ocampo | Calvito Leal Manuh Fontes Lilian Amarante |      |